# Шпороцветник
Шпороцветник, или Плектрантус (лат. Plectranthus) — обширный род растений семейства Ясно́тковые (Lamiáceae), объединяет по современной классификации 325 видов.
Латинское название растения образовано от латинизированных древнегреческих корней πλῆκτρον (plectron) — ‘шпора’ и ἄνθος (anthos) — ‘цветок’. Русскоязычное название является калькой латинского.

## Биологическое описание
Однолетние и многолетние травы, кустарники или полукустарники, с прямостоящими или стелющимися побегами высотой от 0,3 м до 1,5 м. Вечнозеленые полусуккулентные растения. Содержат эфирные масла сложного состава. Молодые стебли обычно четырёхгранные, голые или опушённые. Листья супротивные, на стебле расположены крестообразно, черешковые, простые, цельные, без прилистников, голые или опушённые, яйцевидные, эллиптические или округлые, ароматные; край листовой пластинки волнисто-городчатый. Присутствуют волоски опушения, ароматические железистые волоски, жгучие (как у крапивы) отсутствуют. Оплодотворение посредством опыления; энтомофилия и орнитофилия; фертильные цветки обоеполые. Цветки собраны в многоцветковые соцветия, ложные мутовки, с прицветными листьями над каждой, сложены из 2 супротивных цимозных соцветий (полузонтик), расположенных на цветоносе, терминальном или выходящем из листовых пазух в верхней части растения. Околоцветник 5-членный. Чашечка из 5 неравных чашелистиков, овальных или ланцетных, трубчатая или колокольчатая. Цветок сидячий или почти сидячий на цветоножке, циклический. Венчик зигоморфный, сростнолепестный двугубый, верхняя губа короткая, отогнутая, 4-лопастная, нижняя длинная, 1-лопастная, узкая, ладьевидная; доли венчика приблизительно яйцевидные, окраска белая, синеватая до фиолетовой. Тычинок 4, прикреплены к стенке трубки венчика, в парах разной длины; пыльники вскрываются продольно; завязь 2- или 4-гнёздная; столбик 1, рыльца 2, или 1 — 2-лопастное. Характерной чертой рода является наличие вздутия в нижней части трубки венчика. Южноафриканские виды опыляются мухами с длинными хоботками, такими как Acroceridae, Nemestrinidae и Tabanidae. Плод мясистый или безмякотный; распадается на 4 орешка.
Листья некоторых видов служат пищей для личинок чешуекрылых, в том числе для Ectropis crepuscularia.
- Cuban Oregano 'Variegatus' (Plectranthus amboinicus)
- Plectranthus rotundifolius
- Плантация Plectranthus rotundifolius
- Plectranthus ornatus
- Plectranthus coleoides
- Plectranthus fruticosus
- Plectranthus amboinicus
- Plectranthus argentatus

## Ареал
Род Шпороцветник в природе распространен в тропиках и субтропиках, по большей части южного полушария: это прилегающие к Сахаре области Африки, Мадагаскар, Индонезия, Австралия и некоторые острова Тихого океана.

## Хозяйственное значение и использование
Виды шпороцветника используются как пищевые (листовые и корневые овощи, пряность), лекарственные, ароматические и декоративные растения.
Овощи и пряности
Несколько видов шпороцветника культивируются ради съедобных листьев или съедобных клубней. Выращивают во многих областях тропического пояса в качестве листовой зелени; в Африке, как корнеклубневые овощи, под названием Native Potatoes, широко выращивается вид Шпороцветник круглолистный — syn. Solenostemon rotundifolius, syn. Plectranthus esculentus.
Лекарственные
Вид Plectranthus amboinicus выращивается для использования в медицинских целях.
Ароматические
Вид Plectranthus amboinicus употребляют как популярную ароматную пряность в кулинарии; в некоторых странах им же ароматизируют одежду, бельё.
Шпороцветник пахучий содержит эфирное масло, из которого изготовляли духи пачули.
В декоративном растениеводстве
Применяют такие распространённые виды, как  Шпороцветник Эртендаля, Шпороцветник кустарниковый, Шпороцветник полумутовчатый, Шпороцветник гладкий, Шпороцветник мадагаскарский. Подробнее см. в статьях о соответствующих видах.
Растение незимостойкое, некоторые виды выращивают в помещениях, как комнатное ампельное растение, и в открытом грунте, как декоративно-лиственный однолетник.

## Классификация

### Таксономическое положение
|  |                                |  |                                                  |                                                  |                      |  | еще 23 семейств в порядке Ясноткоцветные (APG IV, 2016) |                                                    |                                                    |                          |
|  |                                |  |                                                  |                                                  |                      |  |                                                         |                                                    |                                                    | 325 видов (APG IV, 2016) |
|  |                                |  |                                                  | порядок Ясноткоцветные                           |                      |  |                                                         |                                                    | род Шпороцветник                                   |                          |
|  |                                |  |                                                  | порядок Ясноткоцветные                           |                      |  |                                                         |                                                    | род Шпороцветник                                   |                          |
|  | отдел Цветковые (APG IV, 2016) |  |                                                  |                                                  | семейство Яснотковые |  |                                                         |                                                    |                                                    |                          |
|  | отдел Цветковые (APG IV, 2016) |  |                                                  |                                                  |                      |  |                                                         |                                                    |                                                    |                          |
|  |                                |  | ещё 63 порядка цветковых растений (APG IV, 2016) | ещё 63 порядка цветковых растений (APG IV, 2016) |                      |  |                                                         | еще 244 рода в семействе Яснотковые (APG IV, 2016) | еще 244 рода в семействе Яснотковые (APG IV, 2016) |                          |
|  |                                |  |                                                  | ещё 63 порядка цветковых растений (APG IV, 2016) |                      |  |                                                         |                                                    | еще 244 рода в семействе Яснотковые (APG IV, 2016) |                          |

## Некоторые виды
- Plectranthus actites P.I.Forst.
- Plectranthus alloplectus S.T.Blake
- Plectranthus amicorum S.T.Blake
- Plectranthus amoenus P.I.Forst.
- Plectranthus apreptus S.T.Blake
- Plectranthus apricus P.I.Forst.
- Plectranthus arenicola P.I.Forst.
- Plectranthus argentatus S.T.Blake
- Plectranthus barbatus
- Plectranthus blakei P.I.Forst.
- Plectranthus cataractarum
- Plectranthus caninus Roth
- Plectranthus ciliatus E.Mey.
- Plectranthus congestus R.Br.
- Plectranthus cremnus B.J.Conn
- Plectranthus cyanophyllus P.I.Forst.
- Plectranthus diversus S.T.Blake
- Plectranthus dissitiflorus
- Plectranthus dumicola P.I.Forst
- Plectranthus edulis (Vatke) Agnew
- Plectranthus esculentus N.E.Br.
- Plectranthus excelsus P.I.Forst.
- Plectranthus fasciculatus P.I.Forst.
- Plectranthus foetidus Benth.
- Plectranthus fruticosus L'Hér. typus[2] — Шпороцветник кустарниковый
- Plectranthus glabriflorus P.I.Forst.
- Plectranthus glabratus (Benth.) Alston — Шпороцветник гладкий [syn.  Plectranthus coleoides Benth.]
- Plectranthus graniticola P.I.Forst.
- Plectranthus gratus S.T.Blake
- Plectranthus graveolens R.Br. — Шпороцветник пахучий
- Plectranthus habrophyllus P.I.Forst.
- Plectranthus intraterraneus S.T.Blake
- Plectranthus leiperi P.I.Forst.
- Plectranthus madagascariensis — Шпороцветник мадагаскарский
- Plectranthus megadontus P.I.Forst.
- Plectranthus minutus P.I.Forst.
- Plectranthus mirus S.T.Blake
- Plectranthus neochilus Schltr.
- Plectranthus nitidus P.I.Forst.
- Plectranthus oertendahlii T.C.E.Fr. — Шпороцветник Эртендаля
- Plectranthus omissus P.I.Forst.
- Plectranthus ornatus Codd
- Plectranthus parviflorus Willd.
- Plectranthus pulchellus P.I.Forst.
- Plectranthus scutellarioides (L.) R.Br. — Шпороцветник шлемниковидный
- Plectranthus spectabilis S.T.Blake
- Plectranthus suaveolens S.T.Blake
- Plectranthus thalassoscopicus P.I.Forst.
- Plectranthus ternatus
- Plectranthus tomentosa
- Plectranthus torrenticola P.I.Forst.
- Plectranthus unguentarius
- Plectranthus verticillatus L.f.) Druce — Шпороцветник полумутовчатый